# Isertia parviflora
Isertia parviflora är en måreväxtart som beskrevs av Vahl. Isertia parviflora ingår i släktet Isertia och familjen måreväxter. Inga underarter finns listade i Catalogue of Life.